# 15 vendémiaire
15 jour complémentaire 15 brumaire
Le quintidi 15 vendémiaire, officiellement dénommé jour de l'âne, est un jour de l'année du calendrier républicain. Il reste 350 jours avant la fin de l'année, 351 en cas d'année sextile.
C'était généralement le 6e jour du mois d'octobre dans le calendrier grégorien.

## Événements
- An II : 6 octobre 1793
  - Entrée en vigueur en France du calendrier républicain, le lendemain du décret l’instituant.
  - Bataille de Treize-Septiers

## Décès
- An XII : 8 octobre 1803
  - Vittorio Alfieri, homme de lettres italien (° 16 janvier 1749).